# لسوتو در المپیک تابستانی ۱۹۹۶
کاروان المپیکی لسوتو یکی از کاروان‌های شرکت‌کننده در بازی‌های المپیک تابستانی ۱۹۹۶ بود. این دوره از ۱۹ ژوئیه تا ۹ اوت ۱۹۹۶ میلادی در شهر آتلانتا، در کشور ایالات متحده آمریکا برگزار شد.

## شرکت‌کنندگان
فهرست زیر به کاروان لسوتو اشاره دارد.
| ورزش        | مردان | زنان | مجموع |
| ----------- | ----- | ---- | ----- |
| دو و میدانی | ۵     | ۴    | ۹     |
| مجموع       | ۵     | ۴    | ۹     |